# Madison Wolfe
Madison Wolfe, född 16 oktober 2002 i New Orleans, Louisiana, är en amerikansk skådespelare.
Wolfe har bland annat medverkat i TV-serierna True Detective från 2014 och Anne Rice's Mayfair Witches från 2023. Hon har även medverkat i filmen The Conjuring 2 från 2016.

## Filmografi (i urval)
- 2012: Rivalerna
- 2014: True Detective
- 2016: The Conjuring 2
- 2021: Malignant
- 2023: Anne Rice's Mayfair Witches